# Karnabrunn
Karnabrunn ist eine Ortschaft und eine Katastralgemeinde von Großrußbach im Bezirk Korneuburg in Niederösterreich.

## Geographie
Karnabrunn liegt im mittleren Weinviertel auf einer Seehöhe von rund 260 Meter an der Laaer Straße und nächst dem Naturschutzgebiet Leiser Berge.
Karnabrunn hat 371 Einwohner (Stand: 1. Jänner 2024).

## Geschichte
Karnabrunn wurde erstmals 1176 erwähnt, als von einer Burg der Ritter von „Chernerbrunne“ die Rede war.
Laut Adressbuch von Österreich waren im Jahr 1938 in der Ortsgemeinde Karnabrunn ein Bäcker, zwei Devotionalienhändler, zwei Fleischer, zwei Gastwirte, drei Gemischtwarenhändler, zwei Marktfahrer, ein Schmied, drei Schneider und zwei Schneiderinnen, drei Schuster, ein Viehhändler, zwei Wagner und einige Landwirte ansässig.
Karnabrunn war eine eigenständige Gemeinde und wurde mit 1. Jänner 1972 mit der Gemeinde Großrußbach vereinigt.

## Sehenswürdigkeiten
- Die der allerheiligsten Dreifaltigkeit geweihte Wallfahrtskirche, am Stainmeißelberg nordöstlich des Ortes und weithin sichtbar gelegen, wurde durch Julius Friedrich Bucelleni aufgrund eines während der Pestzeit abgelegten Gelübdes von 1684 bis 1686 erbaut. Früher befand sich an deren Stelle vermutlich die Burg. Schon ab dem Pestjahr 1679 pilgerte die Wiener Leopoldstädter Fronleichnamsbruderschaft nach Karnabrunn. Nach einer weiteren Pestepidemie 1713 erlebte das Wallfahrtswesen einen Höhepunkt. 1737 wurde der Grundstein für die barocke Kirchenstiege gelegt. Bis heute gibt es mehrere alljährliche Fusswallfahrten. Die Kirche enthält einige kunsthistorisch interessante Einrichtungsgegenstände, wie ein bemerkenswertes frühbarockes Stiftungsbild des Grafen Bucellini, und liegt unmittelbar am Niederösterreichischen Weitwanderweg sowie am Jakobsweg Weinviertel.
- Das Schloss Karnabrunn[4] liegt am Fuße des Kirchberges und wurde Ende des 17. Jahrhunderts als Wasserschloss durch Julius Friedrich Bucelleni unter Verwendung eines älteren Vorgängerbaus errichtet. Im Nordflügel enthält es eine der allerheiligsten Dreifaltigkeit geweihte Schlosskapelle.

## Bildergalerie

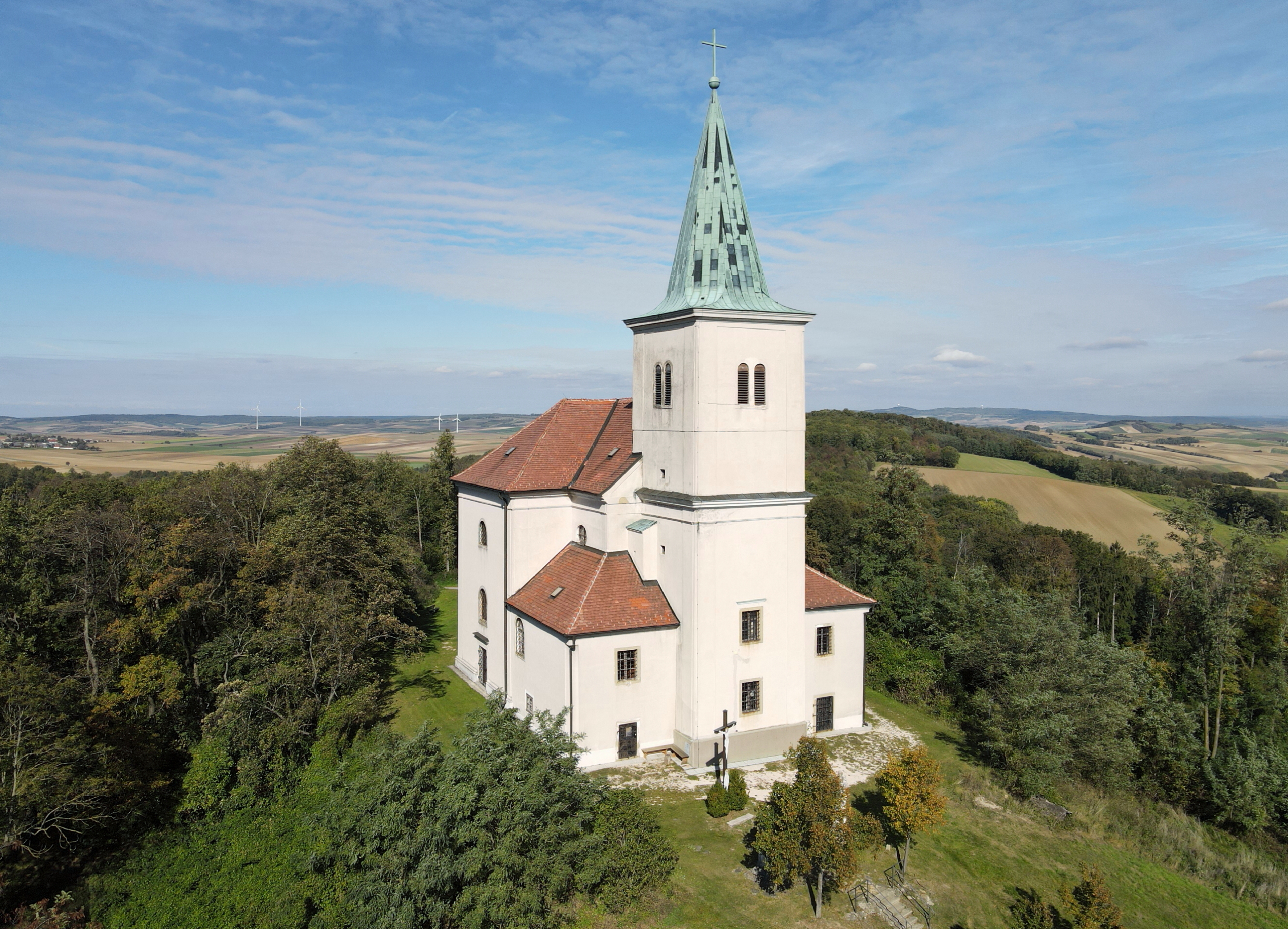
Pfarr- und Wallfahrtskirche Karnabrunn
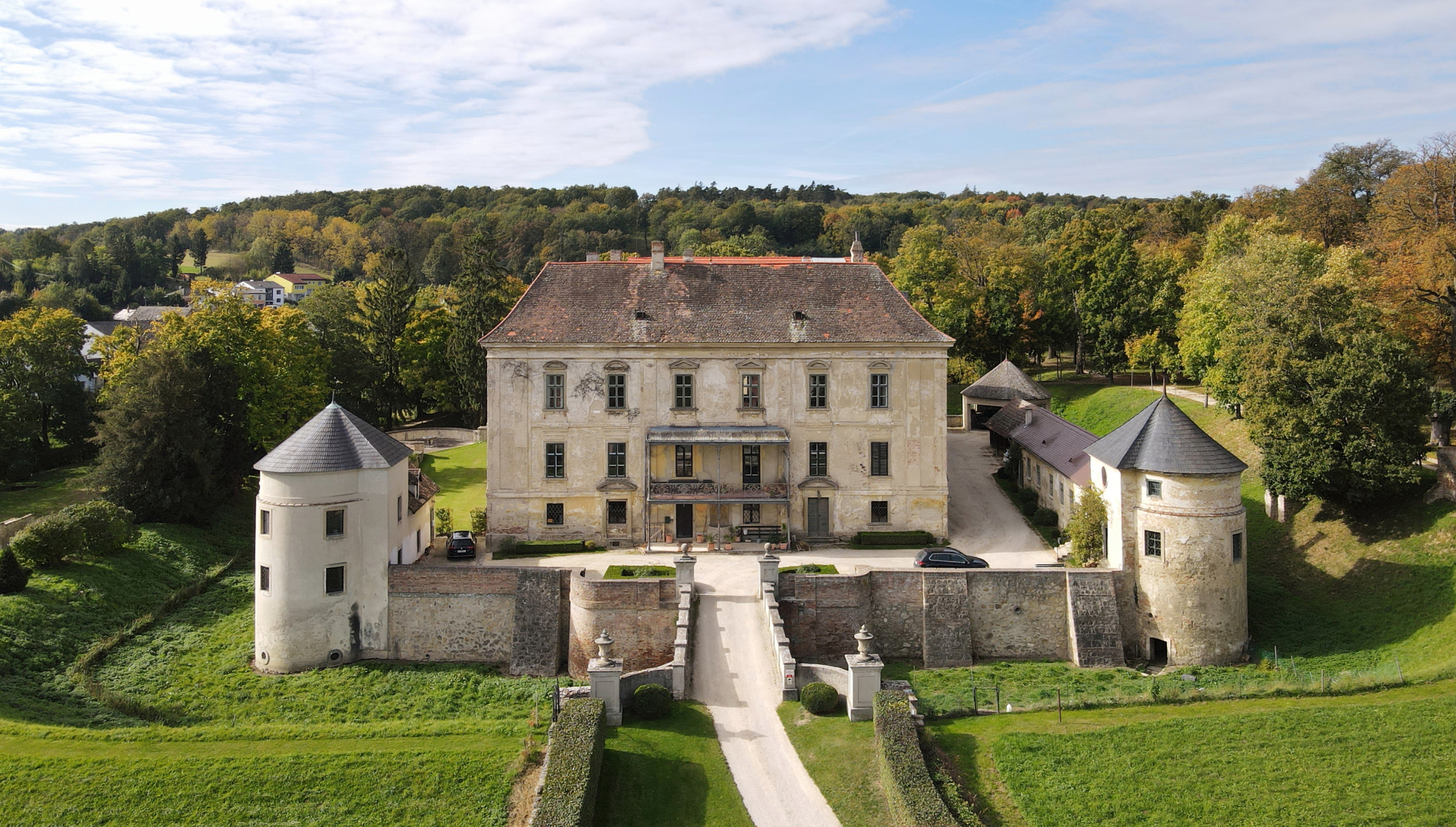
Schloss Karnabrunn
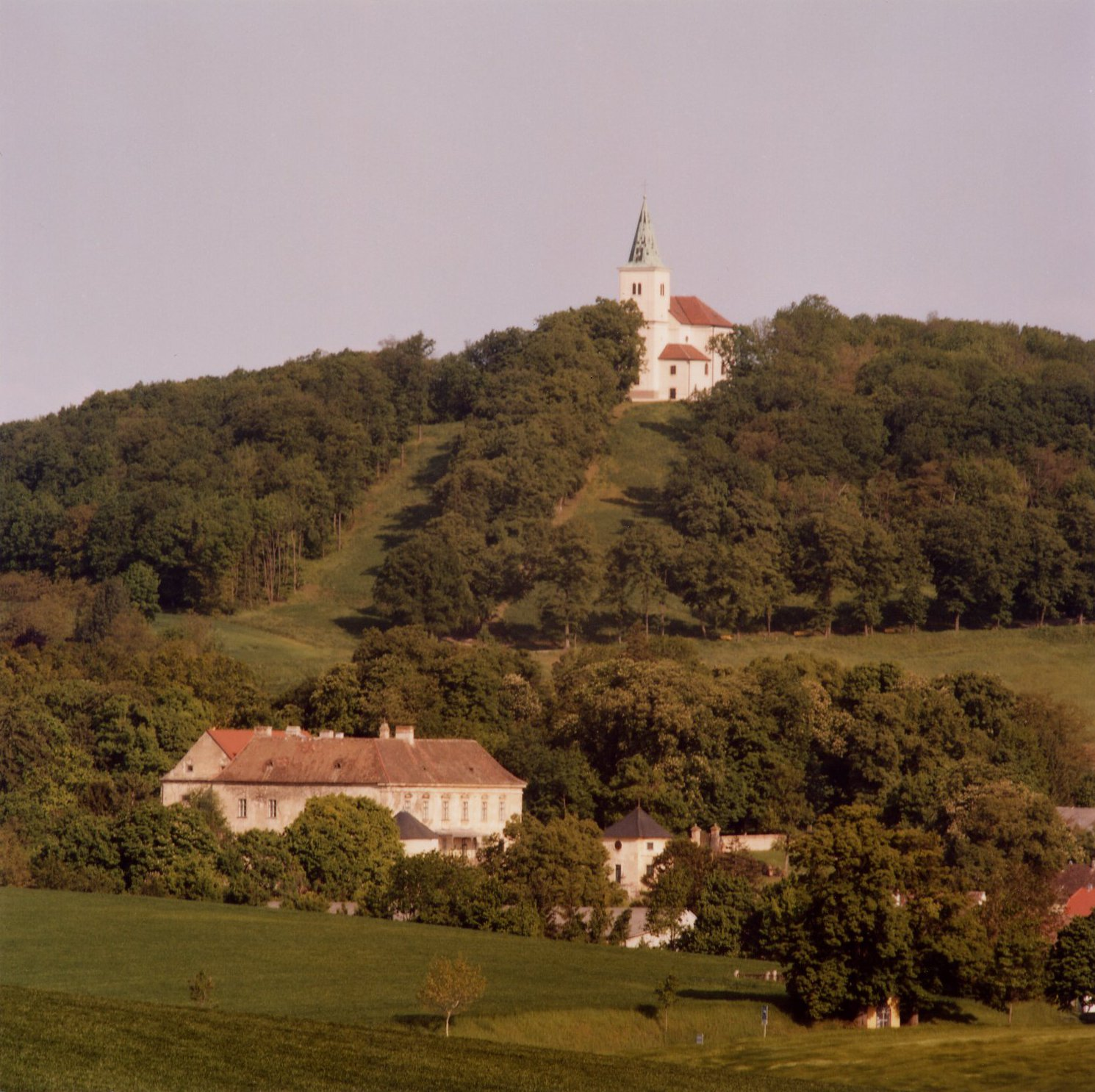
Karnabrunn mit Wallfahrtskirche und Schloss
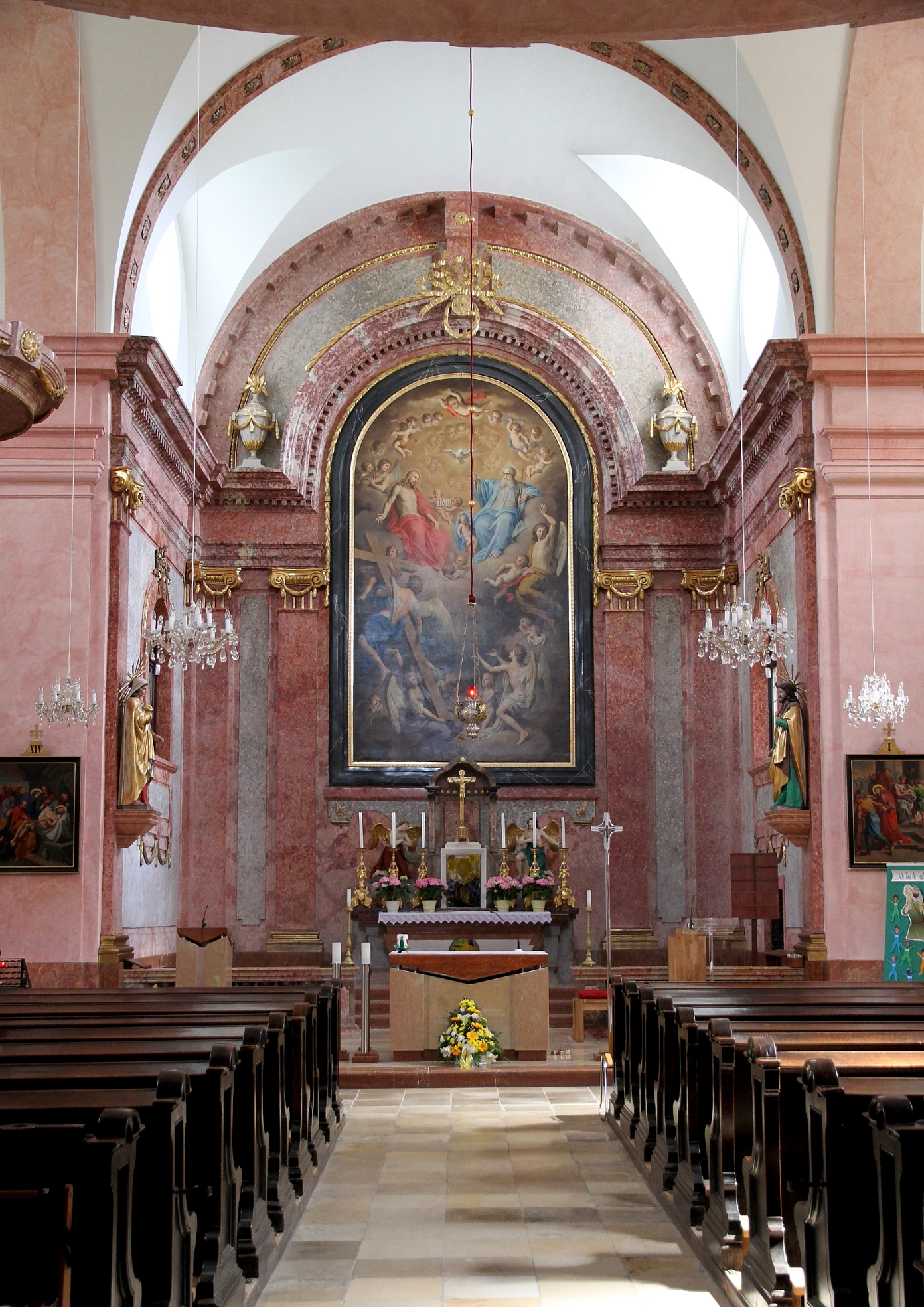
Hochaltar der Pfarrkirche